# Hải lưu Đông Úc

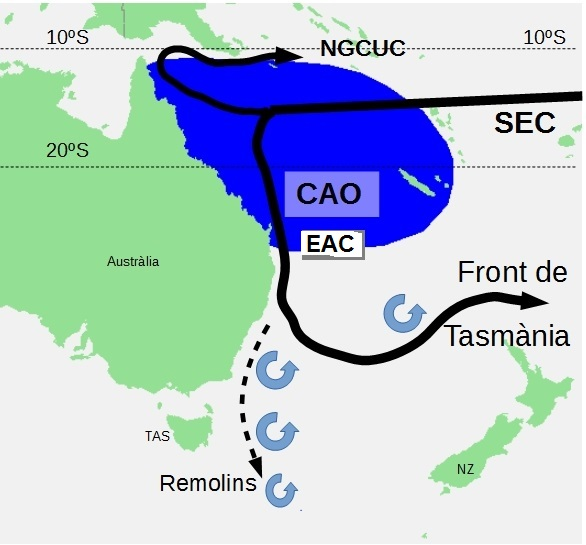
Bản đồ của Hải lưu Đông Úc

Hải lưu Đông Australia (tên Tiếng Anh là East Australian Current - EAC) là một dòng hải lưu ấm chảy theo chiều kim đồng hồ xuống phía đông của bờ biển nước Úc. Đây là dòng hải lưu lớn nhất ở gần bờ biển nước Úc. Dòng hải lưu bắt nguồn từ biển Coral ở vùng nhiệt đới chảy về phía bắc của bờ biển nước Úc. Nó có thể đạt tốc độ đến 7 hải lý ở một số vùng nước nông dọc theo thềm lục địa Úc, nhưng bình thường khoảng từ 2 đến 3 hải lý. Dòng hải lưu EAC được tạo thành từ dòng xoáy nước ở biển Tasman nằm giữa nước Úc và New Zealand. Dòng chảy EAC còn đưa một số lượng lớn động vật biển miền nhiệt đới đến môi trường sống ở miền cận nhiệt đới dọc theo bờ biển phía đông nam của nước Úc.